# L'Inexorable Enquête
Pour plus de détails, voir Fiche technique et Distribution.
L'Inexorable Enquête (Scandal Sheet) est un film américain réalisé par Phil Karlson, sorti en 1952.

## Résumé
Mark Chapman, rédacteur en chef du New York Express, privilégie avant tout le sensationnalisme et le journalisme jaune. Son protégé est le journaliste Steve McCleary, tandis que la scénariste à succès Julie Allison est frustrée par la dérive du journal vers les potins. Un soir, lors d'un bal organisée par l' Express, l'ex-épouse de Chapman le confronte et lui demande de visiter sa chambre d'hôtel. Il est révélé que le vrai nom de Chapman est George Grant, et il a abandonné sa femme des années plus tôt. Lorsque Chapman repousse ses efforts de réconciliation, elle menace de faire révéler sa véritable identité. Chapman essaie alors de la retenir mai la tue accidentellement dans la bagarre.
Chapman tente de dissimuler son crime en maquillant la scène de crime comme un accident. La police pense d'abord qu'elle a dû glissé dans la baignoire mais McCleary commence à couvrir l'affaire et son reportage révèle qu'il s'agissait d'un meurtre. Il est impatient de raconter l'histoire dans le journal et Chapman doit acquiescer pour éviter les soupçons. Le mystèrieux meurtrier est alors surnommé le tueur de cœurs solitaires. Charlie Barnes, un alcoolique et ancien journaliste vedette et lauréat du prix Pulitzer, tombe par hasard sur la valise de la femme décédée, dans laquelle il trouve des photographies de mariage montrant Chapman et sa femme. Il se rend compte que Chapman doit être le tueur. Barnes contacte Allison, qui a été gentille avec lui, essayant de lui donner le scoop mais Chapman surprend la conversation. Il intercepte et tue Barnes avant de pouvoir révéler la vérité à une publication rivale. Cet acte ne fait qu'augmenter l'intérêt du public pour l'histoire du tueur, à la grande frustration de Chapman.
Assisté d'Allison, McCleary continue de rechercher des indices. Finalement, il localise une autre photo du mariage de Chapman, bien que le marié soit photographié de profil et qu'il ne soit pas évident qu'il s'agisse de Chapman. McCleary et Allison se rendent dans le Connecticut pour trouver le juge qui a épousé la femme assassinée et l'homme sur la photo. Après une semaine de recherche, ils identifient le juge qui a célébré le mariage. Ils le ramènent au bâtiment du journal, où il identifie Chapman comme le marié et donc le tueur. McCleary est incrédule mais Allison rassemble les pièces du puzzle et Chapman, désespéré, pointe une arme sur eux. La police arrive et Chapman ne peut se résoudre à tirer sur McCleary. Au lieu de cela, il donne à McCleary sa bénédiction pour publier tous les détails de ses crimes, puis force la police à lui tirer dessus.

## Fiche technique
- Titre original : Scandal Sheet
- Titre français : L'Inexorable Enquête
- Réalisation : Phil Karlson
- Scénario : Ted Sherdeman, Eugene Ling et James Poe d'après le roman de Samuel Fuller
- Producteur : Edward Small
- Photographie : Burnett Guffey
- Musique : George Duning
- Pays de production : États-Unis
- Format : Noir et blanc - 1,37:1
- Genre : policier
- Date de sortie : 1952
- Affiche : René Péron (France)

## Distribution
- Broderick Crawford : Mark Chapman
- Donna Reed : Julie Allison
- John Derek : Steve McCleary
- Rosemary DeCamp : Charlotte Grant
- Henry O'Neill : Charlie Barnes
- Harry Morgan : Biddle
- James Millican : Lieutenant de police Davis
- Griff Barnett : Juge Elroy Hacker
- Jonathan Hale : Frank Madison